# Stephanie van Eer
Stephanie van Eer (Den Haag, 26 augustus 1997) is een Nederlandse actrice en presentatrice van Spaans-Surinaamse afkomst.

## Biografie
Van Eer heeft haar vwo-diploma behaald op het Wateringse Veld College in Den Haag.
Ze begon met acteren in 2006 op 8-jarige leeftijd in de musical The Lion King. Zij speelde hierin de rol van Kleine Nala. Later speelde zij ook in Pinokkio de Musical en in de kindercast van Amandla! Mandela.
Tussen 2015 en 2018 was Van Eer te zien als Shirley Benoit uit de bekroonde jeugdserie SpangaS. Zij nam vanaf het negende seizoen deze rol over van Veerle van Isveldt, die de rol van Shirley de vier voorgaande seizoenen vertolkte. 
In 2016 speelde Van Eer in twee bioscoopfilms: Hart Beat, van regisseur Hans Somers; en Kappen!, van regisseuse Tessa Schram naar het gelijknamige boek van Carry Slee.
Vanaf het najaar van 2018 tot de zomer van 2021 presenteerde Van Eer de Kids Top 20.
Van 2018 tot en met 2021 vertolkte ze de rol van JoJo Abrams in de RTL 4-soap Goede tijden, slechte tijden.
Voor Zapp presenteert Van Eer (samen met anderen) het programma De Faker. In 2022 is ze te zien in Try Before You Die en Space Challenge.
In 2023 was ze sidekick bij Speculasies, een voor- en nabeschouwing van het Sinterklaasjournaal.
Vanaf 2025 is ze te zien als verslaggeefster in het Sinterklaasjournaal.